# 伊號第百二十三潛艦
伊号第一二三潜水舰（いごうだいひゃくにじゅうさんせんすいかん）是一艘大日本帝国海军潜水舰。伊一二一型潜水舰的3号舰。竣工時的舰名为伊号第二三潜水舰。1942年在瓜达尔卡纳尔岛以东被击沉。

## 舰历
- 1921年（大正12年）度计划艦。最初预定的舰名为第五〇潜水舰[1]。
- 1925年（大正14年）6月12日 在神户川崎造船所开工建造
- 1927年（昭和2年）3月19日 下水
- 1928年（昭和3年）4月28日 竣工。入吴镇守府籍。竣工時的舰名为伊号第二三潜水舰。
- 1938年（昭和13年）6月1日 改名为伊号第一二三潜水舰。太平洋战争开战时与伊号第一二四潜水舰一同编入第6潜水战队第9潜水队。
- 1941年（昭和16年）12月 在婆罗洲北面的バラバック水道敷设40枚水雷。
- 1942年（昭和17年）1月 达尔文海域执行哨戒任务，在ダンダス海峡敷设30枚水雷。
  - 2月 在托雷斯海峡敷设40枚水雷。
  - 3月25日 回到横须贺港。为了给偵察夏威夷的二式飛行艇提供补给支援（加油），在夏威夷偵察结束后将機雷庫和敷設筒改造为储气罐。
  - 7月2日 美军登陆瓜达尔卡纳尔岛（以下简称瓜岛），伊123进入楚克群岛。
  - 8月7日 楚克出港
  - 8月13日 炮击瓜岛。
  - 8月29日 本日最后的联络后消息断绝。根据美军一侧的记录在瓜岛以东海域遭到美国驱逐舰ガンブル（ウィックス級駆逐艦）以深水炸弹攻击而沉没。自艦長以下81名全員战死。
  - 9月1日 认定在瓜岛附近沉没。
  - 10月5日 除籍。

## 历代舰长
1. 辻村武久少校（1928年4月28日-）
2. 伊藤尉太郎少校（1929年3月10日-）
3. 小田為清少校（1930年6月20日-）
4. 大竹寿雄少校（1931年12月1日-）
5. 大山豊次郎少校（1933年11月15日-）
6. 勝見基少校（1934年11月15日-）＊1935年5月25日作为预备舰
7. 溝畠定一少校（1935年12月26日-）
8. 安久栄太郎少校（1936年12月1日-）
9. 伊豆寿一少校（1938年3月19日-）
10. 山田薫少校（1938年11月15日-）
11. 殿塚謹三少校（1939年11月20日-）
12. 丸山範三少校（1940年11月5日-）
13. 上野利武少校（1941年9月5日-）
14. 中井誠少校（1942年6月30日-）

＊省略预备舰时期的舰长

## 脚注
1. ↑  1924年（大正13年）11月1日名称改为伊号第～潜水舰。